# Xantina desidrogenase
Xantina desidrogenase, também conhecimento como XDH, é uma proteina que em humanos, é codifcado pelo gene XDH.